# Lithobius anisanus
Lithobius anisanus är en mångfotingart som beskrevs av Karl Wilhelm Verhoeff 1937. Lithobius anisanus ingår i släktet Lithobius och familjen stenkrypare.
Artens utbredningsområde är Österrike. Inga underarter finns listade i Catalogue of Life.